# Monastero di Karakalou
Il monastero di Karakalou (in greco Καρακάλλου?) è uno dei venti monasteri della Santa Montagna, la Repubblica del Monte Athos in Grecia.
È situato a sud-est della penisola e occupa l'undicesimo posto nella gerarchia dei monasteri atoniti.
È dedicato ai santi apostoli Pietro e Paolo, festeggiati il 29 giugno (12 luglio). Il monastero è retto a regola cenobitica dal 1813 e nel 1990 contava trenta monaci.

## Storia
Venne costruito alla fine del X o all'inizio dell'XI secolo, da un monaco chiamato Nicola Karakalas, da cui prende il nome. Nel XIII secolo mostra un forte declino causato da continui attacchi di pirati e crociati. Alla fine di questo secolo si riprende con l'aiuto degli imperatori bizantini. Dal XVI al XVII secolo fu sostenuto dai principi moldavi e georgiani.

## Patrimonio artistico
Il katholikòn venne edificato tra il 1548 e il 1563. Nel complesso monastico sorgono cinque cappelle e custodiscono numerose reliquie di santi. La biblioteca conta 279 manoscritti e circa 2500 libri stampati.